# 予備尋問
予備尋問（よびじんもん、英: Voir dire）とは、英米法の刑事事件および民事事件の陪審手続において、陪審員候補者や証人の適格性を確認するために行われる尋問。"voir dire"はアングロ＝フランス語を語源とする。

## 趣旨
予備尋問では陪審員候補者の偏見あるいは当事者との関係性の有無をあらかじめ確認するため、裁判官、検察官（刑事事件の場合）、被告・被告人の訴訟代理人（弁護人）が尋問を行い忌避を申し出る。
予備尋問による陪審員候補者の忌避には理由付忌避（challenge for cause）と専断的忌避（peremptory challenge）がある。理由付忌避は理由を示して行う忌避で事実審裁判官が理由が相当と判断すれば陪審員候補者が排除される。一方の専断的忌避は理由を示す必要のない忌避で陪審員候補者は自動的に排除される。なお、予備尋問は証人に対しても行われる。